# Championnat de France masculin de handball 1963-1964
Navigation
Nationale 1 1962-1963 Nationale 1 1964-1965
Le championnat de France de Nationale 1 masculin 1963-1964 est le plus haut niveau des clubs masculins de handball en France. 
En finale, le Union sportive d'Ivry s'impose au détriment de l'Association sportive de la police de Paris et conserve ainsi son titre de champion de France. C'est leur deuxième titre de champion de France.

## Modalités
Les 20 équipes sont réparties en 2 poules de 10 équipes :
- les deux premiers de chaque poule s'affrontent en demi-finales croisées ;
- du fait du passage de 20 à 24 clubs la saison suivante, aucun club n'est relégué en Championnat de France Excellence.

## Première phase
- Qualifié pour la phase finale
- Relégué en Excellence (aucun)

Le classement de la première phase est :
|    | Équipe                   | Pts | J  | G  | N | P  | Bp  | Bc  | Diff |
| -- | ------------------------ | --- | -- | -- | - | -- | --- | --- | ---- |
| 1  | FC Sochaux               | 51  | 18 | 16 | 1 | 1  | 417 | 302 | 115  |
| 2  | US Ivry T                | 47  | 18 | 14 | 1 | 3  | 425 | 285 | 140  |
| 3  | Paris UC                 | 40  | 18 | 10 | 2 | 6  | 348 | 310 | 38   |
| 4  | CSL Dijon                | 39  | 18 | 9  | 3 | 6  | 302 | 301 | 1    |
| 5  | AS Mulhouse              | 35  | 18 | 7  | 3 | 8  | 348 | 310 | 38   |
| 6  | HBC Besançon             | 34  | 18 | 8  | 0 | 10 | 329 | 307 | 22   |
| 7  | ASU Lyon                 | 31  | 18 | 5  | 3 | 10 | 334 | 355 | -21  |
| 8  | AS Cheminots de l'OuestP | 28  | 18 | 4  | 2 | 12 | 286 | 367 | -81  |
| 9  | AS police de Metz        | 28  | 18 | 5  | 0 | 13 | 269 | 346 | -77  |
| 10 | USB Longwy               | 27  | 18 | 4  | 1 | 13 | 298 | 371 | -73  |

|    | Équipe                        | Pts | J  | G  | N | P  | Bp  | Bc  | Diff |
| -- | ----------------------------- | --- | -- | -- | - | -- | --- | --- | ---- |
| 1  | Stella Sports St-Maur         | 48  | 18 | 14 | 2 | 2  | 295 | 212 | 83   |
| 2  | ASP Police Paris              | 47  | 18 | 14 | 1 | 3  | 321 | 236 | 85   |
| 3  | ASCEM Lyon                    | 44  | 18 | 13 | 0 | 5  | 324 | 241 | 83   |
| 4  | Bordeaux EC                   | 39  | 18 | 10 | 1 | 7  | 273 | 221 | 52   |
| 5  | SCA Fontenay-sous-Bois        | 37  | 18 | 9  | 1 | 8  | 269 | 257 | 12   |
| 6  | Stade Marseillais UC          | 36  | 18 | 9  | 0 | 9  | 287 | 269 | 18   |
| 7  | ASPOM Bordeaux                | 34  | 18 | 7  | 2 | 9  | 266 | 281 | -15  |
| 8  | Carabiniers de Billy-Montigny | 29  | 18 | 5  | 1 | 12 | 257 | 297 | -40  |
| 9  | Racing Club de France         | 26  | 18 | 3  | 2 | 13 | 218 | 294 | -76  |
| 10 | Nantes ECP                    | 20  | 18 | 1  | 0 | 17 | 208 | 394 | -186 |

## Phase finale
Les résultats de la phase finale sont :
|  | Demi-finales          | Demi-finales     |             |    | Finale | Finale |
|  | Demi-finales          | Demi-finales     |             |    | Finale | Finale |
|  |                       |                  |             |    |        |        |
|  |                       |                  |             |    |        |        |
|  |                       |                  |             |    |        |        |
|  | Stella Sports St-Maur | 12               |             |    |        |        |
|  | Stella Sports St-Maur | 12               |             |    |        |        |
|  | US Ivry (T)           | 17               |             |    |        |        |
|  | US Ivry (T)           | 17               | US Ivry (T) | 16 |        |        |
|  |                       |                  | US Ivry (T) | 16 |        |        |
|  |                       | ASP Police Paris | 14          |    |        |        |
|  | FC Sochaux            | ASP Police Paris | 14          | 10 |        |        |
|  | FC Sochaux            |                  |             | 10 |        |        |
|  | ASP Police Paris      | 20               |             |    |        |        |
|  | ASP Police Paris      | 20               |             |    |        |        |

### Finale
La finale a vu les tenants du titre de l'US Ivry s’imposer face à l'ASP Police Paris sur le score de 16 à 13 (11-7 à la mi-temps).
Dès la première minute, l'ASP Police, ayant obtenu l'engagement, marque un but superbe par Chastanier, à 9,50 m du but, une lucarne haute comme on voudrait en voir beaucoup en France. Ivry, en possession de la balle, patient et organisé, va égaliser à la quatrième minute par Ridouh, puis prendre définitivement l'avantage par les deux frères Richard, René et Michel, puis Zellner sur contre-attaque : 4-1 au bout de huit minutes de jeu. L'ASP Police, ne désirant pas perdre le contact, réussit un coup franc indirect, sur suspension protégée, par Rieu et Pons, en position d'avant-centre décalé sur la gauche, marque un but sur lob : 4-3. Les deux équipes, légèrement contractées, vont rester plus de sept minutes sans marquer et il faut attendre la 17e minute pour revoir en action les frères Richard : 6-3 pour Ivry. Rieu, à mi-distance, et Servant, de l'aile, sous angle fermé, maintiennent l'écart. Cet écart de trois ou quatre buts va être maintenu jusqu'à la mi-temps grâce à René Richard et Ridouh, ceci malgré les efforts de Chastanier, de Brunet, qui se retrouve un peu après une première période malheureuse, ou de Faye. A la mi-temps, Ivry possède alors une avance de quatre buts (11-7).
Ivry, ayant l'avantage de l'engagement, joue patiemment et prudemment. Ce n'est qu'à la cinquième minute que Chastanier réussit un penalty, tout de suite compensée par une contre-attaque réussie par Avenet, Faye, Brunet pour l'ASP Police, Ridouh, René Richard sur penalty, amenèrent le score à 14-10. C'est alors qu'Ivry va marquer le pas, après un rythme de jeu extrêmement soutenu jusqu’alors. L'ASP Police, passée en défense 3-3, intercepte des balles et va manquer le coche en ratant des contre-attaques toutes faites par Sagna, Chabaud, qui perdent leur balle au milieu du terrain. Brunet réduit quand même l'écart (14-11) à la 45e minute. Il faudra un but de Ridouh, particulièrement percutant et volontaire, pour décontracter enfin Ivry, stérile de la 40e à la 51e minute. Malgré un bon forcing terminal, l'ASP Police va finir à 16-14, grâce à Faye, Perray, Chabaud, Ivry réussissant un dernier penalty par René Richard.
Buteurs
- US Ivry : René Richard (7 dont 3 penalties), Gilbert Ridouh (4), Michel Richard (2), Jean Servant (1), Michel Avenet (1), Maurice Zellner (1).
- ASP Police : Maurice Chastanier (3 dont 2 penalties), Jean Faye (3), Jean-Jacques Brunet (3), Rieu (2), Perray (1),  Chabaud (1), Serge Pons (1), Claude Sagna (0).

## Division Excellence
Les résultats de la phase finale du Championnat de France Excellence (deuxième division) :
- Demi-finales :
  - SS Voltaire Châtenay-Malabry bat AC Boulogne-Billancourt 18-15
  - Lille Université Club bat ES Colombes 21-19
- Finale : Lille Université Club bat SS Voltaire Châtenay-Malabry 15-12

Champion de France « Excellence » Lille Université Club. 